# Storuman (gemeente)
Storuman (Samisch: Luspie) is een Zweedse gemeente in het landschap Lapland. De gemeente behoort tot de provincie Västerbottens län. Ze heeft een totale oppervlakte van 8285,9 km² en telde 6554 inwoners in 2004.

## Plaatsen
- Storuman (plaats)
- Stensele
- Tärnaby
- Hemavan
- Gunnarn
- Skarvsjöby
- Barsele
- Slussfors
- Åskilje
- Långsjöby